# Олійник Микола Дмитрович
Микола Дмитрович Олійник (нар. 20 січня 1944, с. Матусів, Черкаська область, УРСР, СРСР) — радянський і український актор. Заслужений артист України (2003), Народний артист України (2018).

## Біографія
Батько Дмитро Філонович викладав музику i спів в середній школі № 2, а також керував хором.
Закінчив Київський державний інститут театрального мистецтва ім. І. Карпенка-Карого (1969).
Актор Київської кіностудії ім. О. П. Довженка.
Член Національної Спілки кінематографістів України.

## Звання
- Заслужений артист України (10 вересня 2003) — за вагомий особистий внесок у розвиток вітчизняного кіномистецтва, творчі досягнення та плідну професійну діяльність[1]
- Народний артист України (1 грудня 2018) — з нагоди 27-ї річниці підтвердження всеукраїнським референдумом Акта проголошення незалежності України 1 грудня 1991 року[2]

## Фільмографія
Знявся у стрічках:
- «Сто тисяч» (1958)
- «Білі хмари» (1968, Ваня)
- «На Київському напрямку» (1968, Волков)
- «Комісари» (1969)
- «Повертайся з сонцем» (1969, Коля, «Узбекфільм»)
- «Мир хатам, війна палацам» (1970)
- «В'язні Бомона» (1970)
- «Білий птах з чорною ознакою» (1970, Роман; роль озвучив актор Павло Морозенко)
- «Де ви, лицарі?» (1971)
- «Схованка біля Червоних каменів» (1972, Алексєєв)
- «Хлопчину звали Капітаном» (1973)
- «Чорний капітан» (1973)
- «Таємниця партизанської землянки» (1974, Коцюба)
- «Там вдалині, за рікою» (1975)
- «Хвилі Чорного моря» (1975)
- «Єралашний рейс» (1977, Похмурий)
- «Р. В. С.» (1977, Головень)
- «Доля» (1977, Рябокляч, «Мосфільм»)
- «Женці» (1978, Ковальов)
- «Підпільний обком діє» (1978, Новиков)
- «Свято печеної картоплі» (1978)
- «Бунтівний „Оріон“» (1978)
- «Шлях до Софії» (1978—1979)
- «Розколоте небо» (1979)
- «Віщує перемогу» (1979)
- «Від Бугу до Вісли» (1980)
- «Високий перевал» (1981)
- «Повернення Баттерфляй» (1982)
- «Жіночі радощі й печалі» (1982)
- «Украдене щастя» (1984)
- «За ніччю день іде» (1984)
- «Два гусари» (1984, т/ф, 2 с, офіцер)
- «За два кроки від „Раю“» (1985, полковник)
- «І ніхто на світі...» (1986, Матюшенко)
- «Без сина не приходь!» (1986, Гусов)
- «Мама, рідна, любима...» (1986, голова колгоспу)
- «Капітан „Пілігрима“» (1986)
- «Фантастична історія» (1988, гравець)
- «Зона» (1988)
- «Грішник» (1988)
- «Підпалювачі» (1988)
- «Чорна Долина» (1988)
- «Хочу зробити зізнання» (1989)
- «Війна на західному напрямку» (1990, т/ф, 6 а)
- «Подарунок на іменини» (1991)
- «Особиста зброя» (1991)
- «Вишневі ночі» (1992)
- «Тарас Шевченко. Заповіт» (1992—2005)
- «Секретний ешелон» (1993)
- «Дорога на Січ» (1994)
- «Страчені світанки» (1995)
- «Помешкання у завулку»
- «Собачий вальс» (короткометражний фільм)
- «Чорна рада» (2000)
- «День народження Буржуя 2» (2001)
- «Молитва за гетьмана Мазепу» (2001)
- «Далеко від Сансет бульвару» (2005)
- «Повернення Мухтара-3» (2006)
- «Тарас Бульба» (2009)
- «Анна Герман. Таємниця білого янгола» (2012)
- «Будинок з ліліями» (2014)
- «Поки станиця спить» (2014)
- «Жінка його мрії» (2015, Михайло Степанович) та ін.